# غار سنگی حسین کوهکن
غار سنگیِ خالو حسین کوهکن غاری دست‌ساز است که در منطقهٔ میگوره از توابع بانه‌وره در شهرستان پاوه واقع شده‌است و توسط مردی کُرد به نام حسین کوهکن در مدت نزدیک به ۱۹ سال کنده‌کاری شده، که فقط یک پا داشته‌است. کوهکن پس از ۱۹ سال کندن صخره‌ها و ساختنِ سرپناه برای خود و فرزندانش، در ۵ام مرداد ۱۳۹۵ درگذشته است.
این بنا از چهار خانه مجزا و ۹ اتاق تشکیل شده که در بعضی نقاط نسبت به سطح زمین ارتفاع کمتری دارد. او خانه‌هایش را به طول ۲ تا ۳ متر و ارتفاع ۱٬۲ تا ۱٬۷ متر ساخته‌است. ورودی اصلی سرا در قسمت شمالی و پشت صخره، واقع است. ورودی غار، دریچه‌ای باریک در دل صخره با شیبی اندک و ارتفاعی کوتاه و چند پله می‌باشد. در محل ورود، دالانی بسیار کوچک به ۳ ورودی دیگر ختم می‌شود. او حتی برای خود دستشویی و حمام نیز ساخته‌است.